# Týnkerk

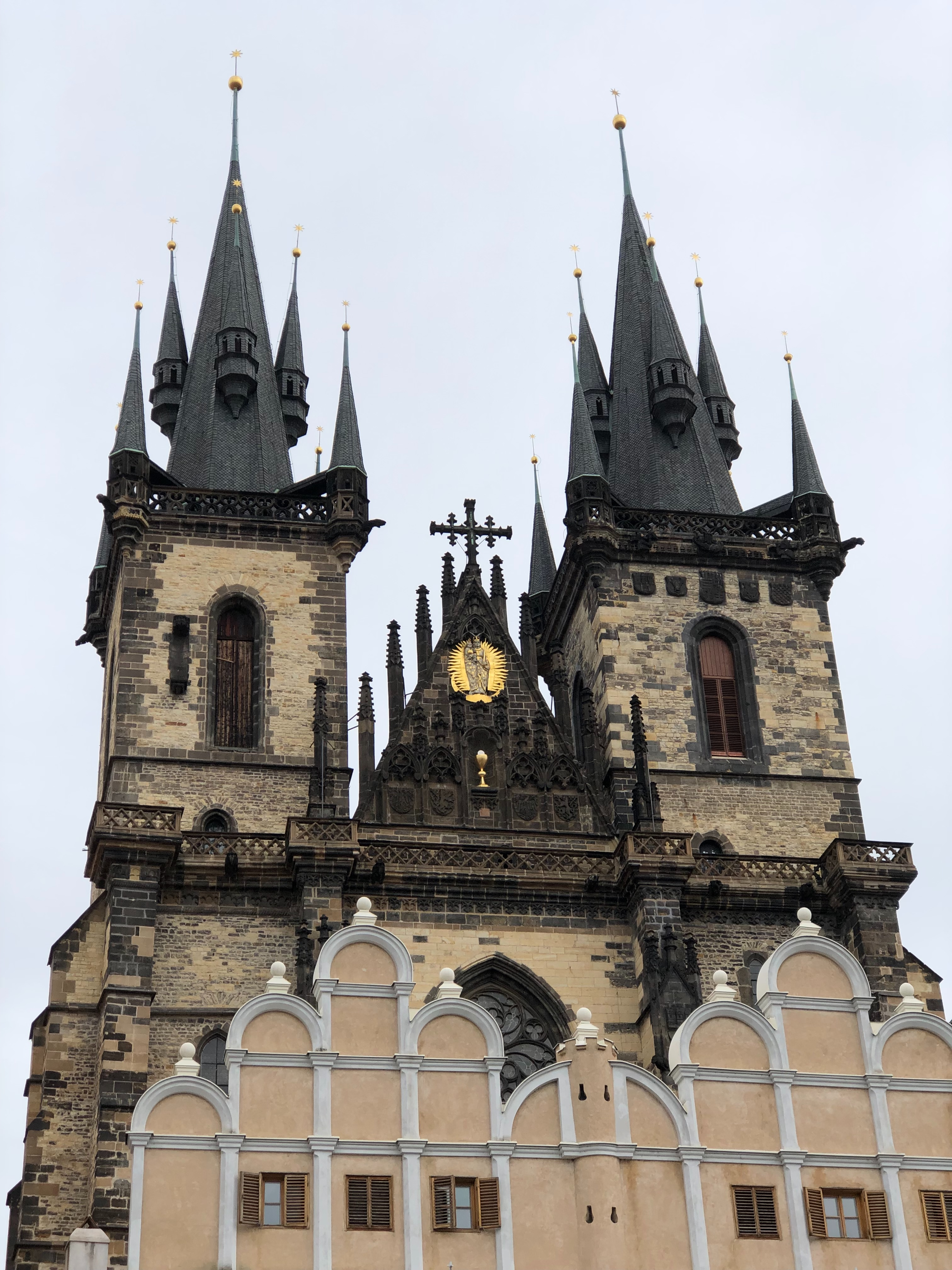
Torens Týnkerk

De Týnkerk (Tsjechisch: Týnský chrám, voluit Kostel Matky Boží před Týnem) is een 14e-eeuwse kerk in de Tsjechische hoofdstad Praag.
De kerk, met twee tachtig meter hoge torens, is gevestigd aan het Oudestadsplein in het centrum van de Oude Stad.
In de 11e eeuw stond er op de plaats van de huidige Týnkerk een romaanse kerk, die in 1256 werd vervangen door een vroeggotische kerk. De bouw van de huidige kerk begon in de 14e eeuw in laatgotische stijl. Aan het begin van de 15e eeuw was de bouw bijna gereed, alleen de torens, het frontaal en het dak ontbraken nog. Rond 1450 was het dak van de kerk gereed, enige tijd later waren ook het frontaal en de noordelijke toren gebouwd.
Op het frontaal werd een standbeeld van de toenmalige heerser, George van Podiebrad, aangebracht. De zuidelijke toren werd pas in 1511 opgeleverd. In 1626 werd het standbeeld van George van Podiebrad verwijderd en vervangen door een beeld van een madonna.
In 1679 werd de kerk getroffen door een grote brand. Een groot deel van de voorgevel werd later gerestaureerd.
De beroemde Deense astronoom Tycho Brahe heeft in de Týnkerk zijn laatste rustplaats gevonden.